# برينسس بارك
برينسس بارك (بالإنجليزية: Princes Park)‏ هو ملعب كرة قدم في دارتفورد، كنت بإنجلترا. اُفتُتح عام 2006 ، يتسع الملعب إلى 4100 متفرج.